# Tetrapedia fuliginosa
Tetrapedia fuliginosa là một loài Hymenoptera trong họ Apidae. Loài này được Friese mô tả khoa học năm 1925.